# هورنی لاپاتش
هورنی لاپاتش (به چکی: Horní Lapač) یک منطقهٔ مسکونی در جمهوری چک است که در ناحیه کرومیریژ واقع شده‌است. هورنی لاپاتش ۰٫۷۹ کیلومتر مربع مساحت و ۲۵۹ نفر جمعیت دارد و ۲۶۲ متر بالاتر از سطح دریا واقع شده‌است.